# فابيو (اسم)
فابيو (بالإنجليزية: Fabio)‏ هو اسم ذكر شخصي مشتق من الاسم اللاتيني فابيوس وألذي كان يعود لعائلة لاتينية نبيلة أيام روما القديمة، يعتبر الاسم من أكثر الأسماء المنتشرة في دول مثل إيطاليا والبرازيل، فيما ينتشر اسم فابيان الإنجليزي المشتق منه في دول أخرى، معنى هذا الاسم هو زارع البقول.

## الشخصيات
- فابيو كابيلو لاعب ومدرب كرة قدم إيطالي
- فابيو كوينتراو لاعب كرة قدم برتغالي
- فابيو كانافارو لاعب كرة قدم إيطالي
- فابيو بوريني لاعب كرة قدم إيطالي
- فابيو بارا متسابق دراجات هوائية كولومبي
- فابيو بيريرا داسيلفا لاعب كرة قدم برازيلي
- فابيو غروسو لاعب كرة قدم إيطالي
- فابيو كولتورتي لاعب كرة قدم سويسري
- فابيو أوريليو لاعب كرة قدم إيطالي
- فابيو بالداتو متسابق دراجات هوائية إيطالي
- فابيو باسيلي مصارع جودو إيطالي
- فابيو تيستي ممثل إيطالي
- فابيو تافاريز لاعب كرة قدم برازيلي
- فابيو سيزار مونتيزين لاعب كرة قدم قطري برازيلي
- فابيو سيمبليسيو لاعب كرة قدم برازيلي
- فابيو سيليستيني لاعب كرة قدم سويسري
- فابيو ساكي متسابق دراجات هوائية إيطالي
- فابيوس ماكسيموس قنصل روماني
- فابيو فونيني لاعب كرة مضرب إيطالي
- فابيو ليفيراني لاعب كرة قدم إيطالي